# Équipe de Suisse de football en 1959
Cet article présente les résultats de l'équipe de Suisse de football lors de l'année 1959.

## Bilan
|           | Nombre de matchs | Victoires | Défaites | Matchs nuls | Buts marqués | Buts encaissés |
| Domicile  | 3                | 1         | 2        | 0           | 5            | 12             |
| Extérieur | 1                | 0         | 1        | 0           | 0            | 8              |
| Neutre    | 0                | 0         | 0        | 0           | 0            | 0              |
| Total     | 4                | 1         | 3        | 0           | 5            | 20             |

## Matchs et résultats
| Coupe internationale européenne 1955-1960 | Suisse  | 1 - 5   | Yougoslavie                                             | Stade Saint-Jacques, Bâle                     |                                               |
| 26 avril 1959 · Historique des rencontres | Rey 57e | (0 - 2) | 3e Lipošinović · 41e 48e Šekularac · 8e 86e Veselinović | Spectateurs : 37 000 Arbitrage : Cesare Jonni | Spectateurs : 37 000 Arbitrage : Cesare Jonni |
| 26 avril 1959 · Historique des rencontres | Rapport |         |                                                         | Spectateurs : 37 000 Arbitrage : Cesare Jonni | Spectateurs : 37 000 Arbitrage : Cesare Jonni |

| Match amical                            | Suisse                                | 4 - 3   | Portugal                              | Les Charmilles, Genève                           |                                                  |
| 16 mai 1959 · Historique des rencontres | Burger 31e 55e · Hamel 44e · Frey 69e | (2 - 1) | 9e da Silva · 46e Cavém · 89e Matateu | Spectateurs : 13 000 Arbitrage : Joseph Barbéran | Spectateurs : 13 000 Arbitrage : Joseph Barbéran |
| 16 mai 1959 · Historique des rencontres | Rapport                               |         |                                       | Spectateurs : 13 000 Arbitrage : Joseph Barbéran | Spectateurs : 13 000 Arbitrage : Joseph Barbéran |

| Match amical                               | Suisse  | 0 - 4   | Allemagne                                                 | Wankdorf, Berne                                    |                                                    |
| 4 octobre 1959 · Historique des rencontres |         | (0 - 1) | 5e Vollmar · 49e Brülls · 73e Rahn · 74e (pen.) Juskowiak | Spectateurs : 49 000 Arbitrage : Friedrich Seipelt | Spectateurs : 49 000 Arbitrage : Friedrich Seipelt |
| 4 octobre 1959 · Historique des rencontres | Rapport |         |                                                           | Spectateurs : 49 000 Arbitrage : Friedrich Seipelt | Spectateurs : 49 000 Arbitrage : Friedrich Seipelt |

| Coupe internationale européenne 1955-1960   | Hongrie                                                          | 8 - 0   | Suisse | Nepstadion, Budapest                           |                                                |
| 25 octobre 1959 · Historique des rencontres | Göröcs 1re 79e · Tichy 19e 28e 35e 66e · Sándor 22e · Albert 27e | (6 - 0) |        | Spectateurs : 75 000 Arbitrage : Ivan Lukianov | Spectateurs : 75 000 Arbitrage : Ivan Lukianov |
| 25 octobre 1959 · Historique des rencontres | Rapport                                                          |         |        | Spectateurs : 75 000 Arbitrage : Ivan Lukianov | Spectateurs : 75 000 Arbitrage : Ivan Lukianov |